# Лижма (приток Сары)
Ли́жма — река в России, протекает по Лодейнопольскому и Подпорожскому районам Ленинградской области.
Исток — озеро Лижмозеро. Протекает по ненаселённой местности, трижды пересекает границу районов. Впадает в Сару по правому берегу, в 12 км от её устья, в 5 км севернее деревни Надпорожье. Длина реки составляет 15 км.
Приток — Антик (левый, из озера Антик).

## Данные водного реестра
По данным государственного водного реестра России относится к Балтийскому бассейновому округу, водохозяйственный участок реки — Свирь, речной подбассейн реки — Свирь (включая реки бассейна Онежского озера). Относится к речному бассейну реки Нева (включая бассейны рек Онежского и Ладожского озера).
Код объекта в государственном водном реестре — 01040100812102000013123.